# HMS Wellington (U65)
Pour les autres navires du même nom, voir HMS Wellington.
Le HMS Wellington (U65) est un sloop-of-war de classe Grimsby (en) de la Royal Navy, servant d'escorteur aux convois durant la seconde guerre mondiale.
Il est maintenant amarré le long de la Victoria Embankment, sur la Tamise à Londres, et sert de siège à l'Honourable Company of Master Mariners (en), où il est connu sous le nom de HQS Wellington. En 1947, le HMS Wellington a été mis à disposition par l'Amirauté du Royaume-Uni et a été acheté par souscription pour servir de Livery company (en) par cette corporation, perdant ainsi son titre HMS (Her Majesty's Ship) remplacé par HQS (HeadQuarters Ship).
Ce bâtiment est inscrit au registre du National Historic Ships  depuis 1996 et il est aussi l'un des nombreux bateaux de la National Historic Fleet.

## Royal Navy

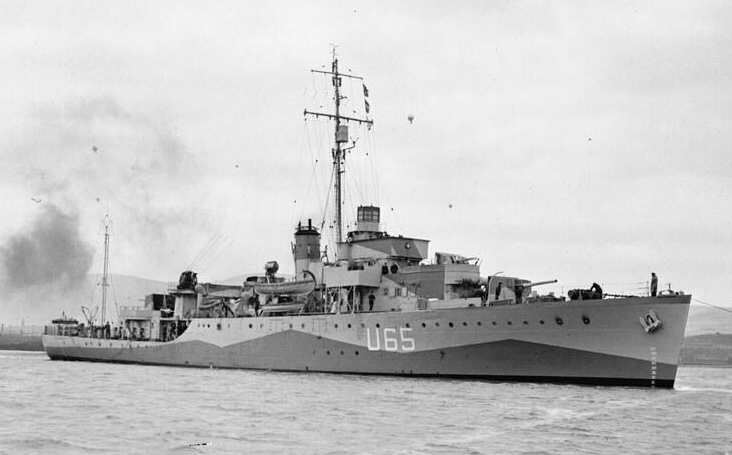
En 1942.

Construit à Devonport en 1934, le HMS Wellington a servi dans le Pacifique principalement en Nouvelle-Zélande et en Chine avant la Seconde Guerre mondiale.
Puis, armé comme escorteur de convois le HMS Wellington servi principalement dans l'Atlantique Nord. Il a détruit un U-boat et a été impliqué dans l'Opération du cycle, l'évacuation des troupes alliées depuis Le Havre. En 1943, il a été brièvement commandé par le capitaine John Treasure Jones (en) qui fut plus tard le dernier capitaine du RMS Queen Mary.

## Après-guerre
Après la Seconde Guerre mondiale, il a été converti en HQS Wellington à Chatham Dockyard en tant que Quartier Général. Le coût de cette conversion a été atteint par un appel aux dons auprès de la Lloyd's of London, de compagnies maritimes et d'autres bienfaiteurs. Cette conversion comprenait l'installation d'un grand escalier en bois provenant du ferry de l'Île de Man le SS Viper. Le HQS Wellington est arrivé au quai Victoria Embankment en Décembre 1948 pour servir de salle de réception de la Honourable Company of Masters Mariners.
En 1991, le HQS Wellington est allé en cale sèche à Sheerness pendant trois mois pour d'importantes réparations de structures métalliques et de peinture extérieure, une rénovation majeure de toutes les installations sanitaires, des bureaux et des cabines. Il a été décoré de nombreux objets appartenant à la Corporation.
Le HMS President est amarré près du HQS Wellington sur Victoria Embankment. C'était un Q-ship de lutte anti-sous-marine.